# Anders Arborelius
Anders Arborelius, OCD (Sorengo (Zwitserland), 24 september 1949) is een Zweeds geestelijke en een kardinaal van de Rooms-Katholieke Kerk.
Arborelius werd in Zwitserland geboren als zoon van Zweedse ouders. Hij groeide op in Lund en bekeerde zich op twintigjarige leeftijd tot het katholicisme. Hij sloot zich aan bij de ongeschoeide karmelieten (OCD) en studeerde vervolgens in Brugge en in Rome. Dankzij zijn tijd in België spreekt hij vloeiend Nederlands. Hij werd op 8 september 1979 priester gewijd.
Op 17 november 1998 benoemde paus Johannes Paulus II Arborelius tot bisschop van Stockholm. Dit bisdom valt samen met het gehele Zweedse territorium en staat als immediatum rechtstreeks onder het gezag van de Heilige Stoel. Hij ontving op 29 december 1998 zijn bisschopswijding uit handen van zijn voorganger Hubert Brandenburg en was de eerste Zweedse rooms-katholieke bisschop sinds de reformatie.
Arborelius werd tijdens het consistorie van 28 juni 2017 kardinaal gecreëerd. Hij kreeg de rang van kardinaal-priester. Zijn titelkerk werd de Santa Maria degli Angeli e dei Martiri. Hij keerde zich tegen de protestantiserende Synodale weg die in Duitsland hervormingen in de kerk bepleit in antwoord op de misbruikaffaires die de kerk geteisterd hebben, en werd daarvoor geprezen door paus Franciscus.
- Gemeinsame Normdatei: 129231398
- International Standard Name Identifier: 0000 0001 1076 1522
- Library of Congress Control Number: n2001103399
- Nederlandse Thesaurus van Auteursnamen: 072666064
- LIBRIS: 208897
- Système universitaire de documentation: 236648691
- Virtual International Authority File: 90781079
- WorldCat: E39PBJc3MDxkmGxbTytCkghT73